# Едіт Клестіль
Едіт Клестіль, до шлюбу Віландер (нім. Edith Klestil; 13 листопада 1932 — 29 березня 2011) — австрійська політична діячка, колишня перша леді Австрії та перша дружина Томаса Клестіля, десятого президента Австрії.
Едіт Віландер народилася у Відні, єдина дитина поштового працівника Леопольда Віландера та його дружини Рози. 8 червня 1957 року вона одружилася з Томасом Клестілем, з яким познайомилася, коли їм обом було по 17 років. Вона залишила роботу, щоб підтримати кар'єру свого чоловіка як дипломата, і супроводжувала його в Парижі та Лос-Анджелесі. Коли її чоловіка обрали федеральним президентом у 1992 році, вона стала першою леді Австрії. Через два роки Томас повідомив, що у нього був роман із значно молодшою за нього дипломаткою Марго Леффлер. Едіт покинула чоловіка в лютому 1994 року, і вони розлучилися у вересні 1998 року; Томас одружився з Леффлер через три місяці.
Коли чоловік помер на посаді 6 липня 2004 року, Едіт Клестіль та їхні діти відвідали похоронну службу, яка відбулася в соборі Святого Стефана у Відні.
4 квітня 2011 року було оголошено, що Едіт Клестіль померла від раку кількома днями раніше у Відні.